# Severna Dvina
Severna Dvina (rusko Се́верная Двина́, Sе́vernaja Dvina, komitsko Вы́нва,  Výnva) je reka v Vologdski in Arhangelski oblasti v severni Rusiji, ki se v Dvinskem zalivu izliva v Belo morje. V Severno Dvino in Pečoro vzhodno od nje se izliva večina vodotokov severozahodne Rusije. Glavni pritoki Severne Dvine so Vičegda (desni),   Vaga (levi) in Pinega (desni).

## Ime
Ime reke je ime reke je vzeto iz imena Zahodne Dvine. Toponim Dvina ne izvira iz uralskega jezika, vendar je njegov izvor nejasen. Verjetno gre za indoevropsko besedo, ki je včasih pomenila reko ali potok.
V komskem jeziku se reka imenuje Вы́нва/Vínva. Ime je sestavljeno iz besed vín- (moč) in –va (voda), torej močna voda. 

## Zgodovina
Porečje Severne Dvine so poselilia finska ljudstva, nato pa ga je kolonizirala Novgorodska republika. Edina izjema je bil Veliki Ustjug, ki je bil del Vladimiro-Suzdalske kneževine. Veliki Ustjug je bil prvič omenjen v kronikah leta 1207, Šenkursk pa leta 1229.  Solvičegodsk je bil ustanovljen v 14. stoletju. V 13. stoletju so novgorodski trgovci že prišli do Belega morja. Območje je bilo sprva privlačno zaradi trgovanja s krznom. Glavna vodna pot iz Novgoroda v Severno Dvino je potekala vzdolž Volge in njenega pritoka Šeksne, vzdolž reke Slavjanke v Nikolsko jezero, nato so čolne po kopnem odpeljali do Blagoveščenskega jezera, od tam navzdol po reki Porozovici v Kubensko jezero in naprej do Suhone in Severne Dvine.
Od Severne Dvine je bilo več poti v porečje Mezena, od koder so lahko trgovci prišli v porečje Pečore in Oba. Od 14. stoletja je bil glavno trgovsko pristanišče na severni Dvini Holmogor, v 17. stoletju pa je to postal Arhangelsk, ki je bil do leta 1700 glavno trgovsko pristanišče za pomorsko trgovino Rusije in zahodne Evrope. Severna Dvina je bila glavna trgovska pot, ki je povezovala osrednjo Rusijo z Arhangelskom. Peter Veliki je drastično spremenil razmere z ustanovitvijo Sankt Peterburga leta 1703, s čimer je odprl pot trgovanju na Baltskem morju. Z izgradnjo ceste med Sankt Peterburgom in Arhangelskom preko Kargopola je reka hitro izgubila svojo vlogo kot vodilna trgovska pot. Med letoma 1894 in 1897 je bila zgrajena tudi železniška proga med Vologdo in Arhangelskom.
Severna Dvina je bila prizorišče več bitk med rusko državljansko vojno. Vanje se je vključevala tudi interventna vojska Antante kot del njene severnoruske kampanje. Med državljansko vojno je obstajalo posebno severnodvinsko ladjevje,